# Epimachus fastosus
La paradisea dal becco a falce maggiore (Epimachus fastosus (Hermann, 1783)) è un uccello passeriforme della famiglia Paradisaeidae.

## Descrizione

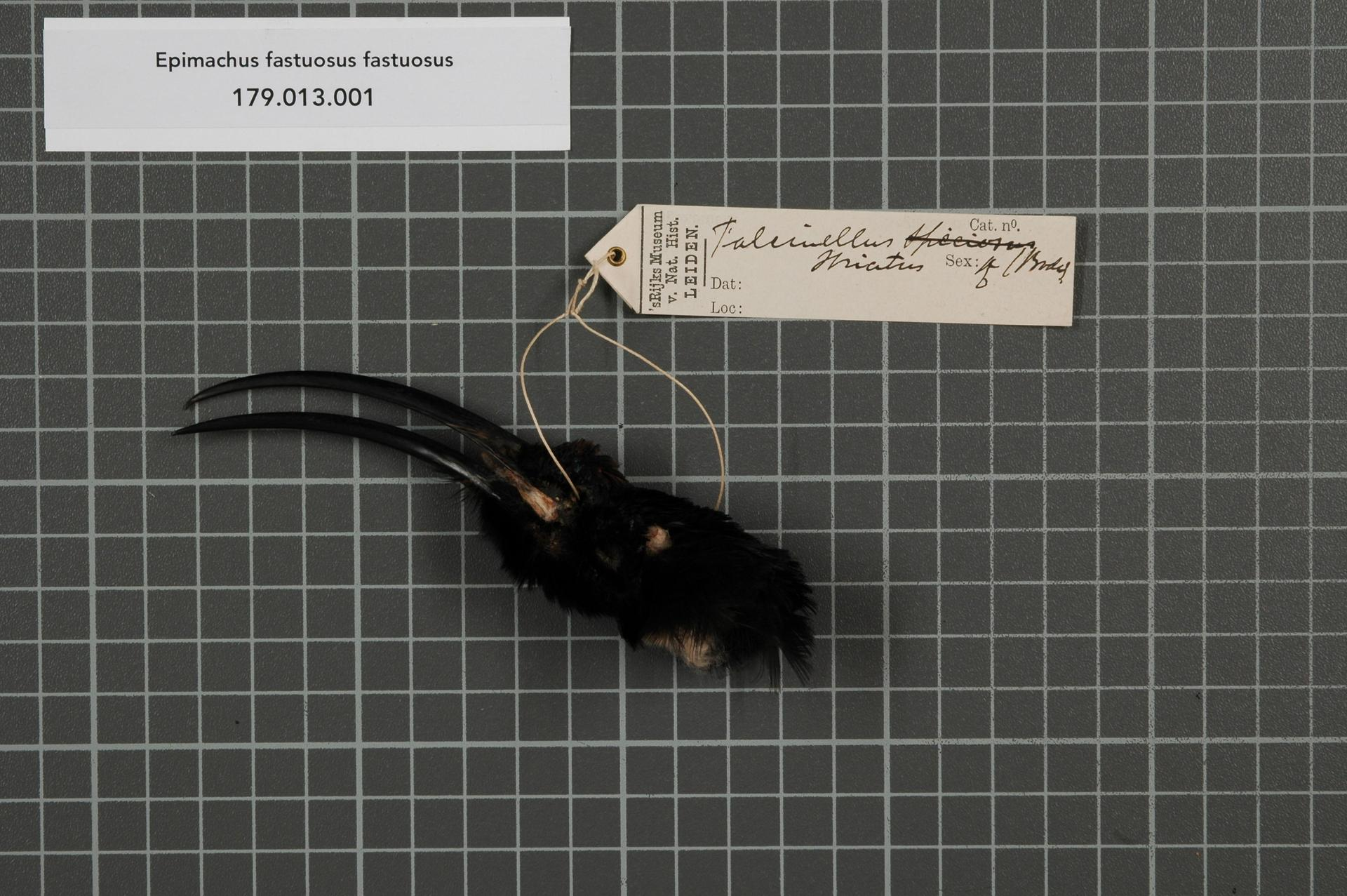
Testa impagliata di un maschio mette in evidenza il lungo becco ricurvo.

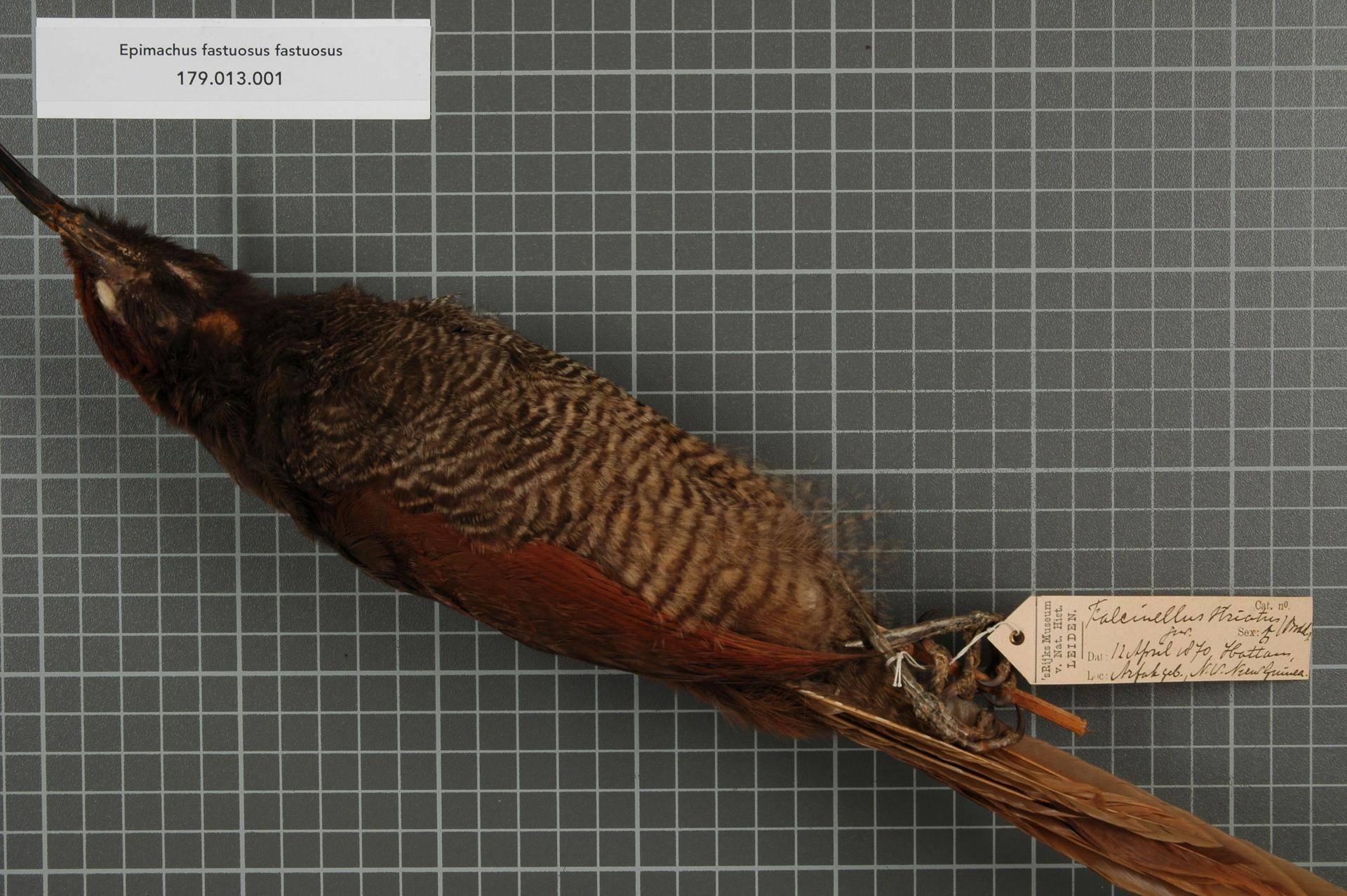
Femmina impagliata.

### Dimensioni
Misura circa 55-63 cm di lunghezza per 160-318 g di peso: nei maschi (già più grossi e pesanti rispetto alle femmine) vanno aggiunti circa 50 cm spettanti alle lunghe penne centrali della coda. Con i suoi 110 cm di lunghezza, il maschio di paradisea dal becco a falce maggiore si contende lo scettro di uccello del paradiso di maggiori dimensioni con l'atrapia festonata (mediamente di minori dimensioni) e la manucodia crestariccia (dal corpo più grande, ma senza la lunga coda).

### Aspetto
A prima vista, questi uccelli possono ricordare delle nettarinie un po' troppo cresciute, per il lungo becco ricurvo, i riflessi metallici del piumaggio e la lunghissima coda.

Come anche la maggior parte degli altri uccelli del paradiso, anche in questa specie è presente un marcato dicromatismo sessuale: le femmine, infatti, presentano fronte e vertice di colore bruno-arancio, spalle, ali, dorso e coda di color nocciola, guance e gola di colore bruno scuro, petto, ventre e sottocoda bianco-grigiastri con singole penne orlate di nero, a dare un aspetto a scaglie. I maschi, invece, presentano piumaggio interamente nero, ad eccezione dell'area fra occhi e orecchie, della groppa e della punta delle penne dei fianchi (modificate ad essere allungate ed erettili), che sono di colore azzurro iridescente: su tutto il corpo sono presenti riflessi purpurei (specialmente su gola, petto, ventre e coda, che non sono lucenti come la parte dorsale ma presentano sfumature bruno-cannella) e verde-bluastri, particolarmente evidenti nella zona dorsale, mentre l'interno della bocca è giallo brillante. Gli occhi sono rossi nel maschio e bruni nella femmina, mentre zampe e becco sono neri in ambo i sessi.

## Biologia
Si tratta di uccelli solitari e dalle abitudini diurne, molto schivi e riservati, che passano la maggior parte del tempo nella media e alta canopia alla ricerca di cibo.

### Alimentazione
La dieta di questi animali si compone in misura quasi uguale di frutta (specialmente bacche) e piccoli animali, come insetti, ragni, millepiedi ed altri invertebrati, oltre che piccoli vertebrati.

### Riproduzione
Il periodo degli amori coincide grossomodo con la stagione delle piogge, estendendosi fra novembre e febbraio: la specie è poligina, coi maschi che si esibiscono in lek per attrarre quante più femmine possibile.
Il corteggiamento si compone di due fasi: nella prima, i maschi si pongono su posatoi dalla visuale più ampia possibile (ad esempio alberi morti, pali piantati in una radura etc.), dai quale emettono un apposito richiamo, simile a uno squittio, per attrarre le femmine nei paraggi. Una volta raggiunti da una o più spettatrici, i maschi arruffano le penne, e drizzando quelle modificate dei fianchi (che una volta erette formano un semicerchio attorno al petto dell'animale) e quelle della coda si adagiano su un lato dondolandosi sulle zampe, emettendo al contempo un richiamo brontolante.
Dopo l'accoppiamento, la femmina si allontana dal maschio (che continua ad esibirsi) e si sobbarca interamente la costruzione del nido, la cova delle due uovae le cure parentali ai nidiacei.

## Distribuzione e habitat
La paradisea dal becco a falce maggiore è endemica della Nuova Guinea, dove è osservabile in gra parte dell'asse montuoso dell'isola: si trova infatti sui monti Tamrau e Arfak nella penisola di Doberai,e lungo tutta la porzione occidentale e centrale della Cordigliera Centrale, fino ai monti Bismarck, con una popolazione isolata anche sui monti Torricelli, nella provincia di Sandaun.
L'habitat di questi uccelli è rappresentato dalla foresta pluviale montana primaria, fra i 1280 e i 2550 m di quota.

## Tassonomia

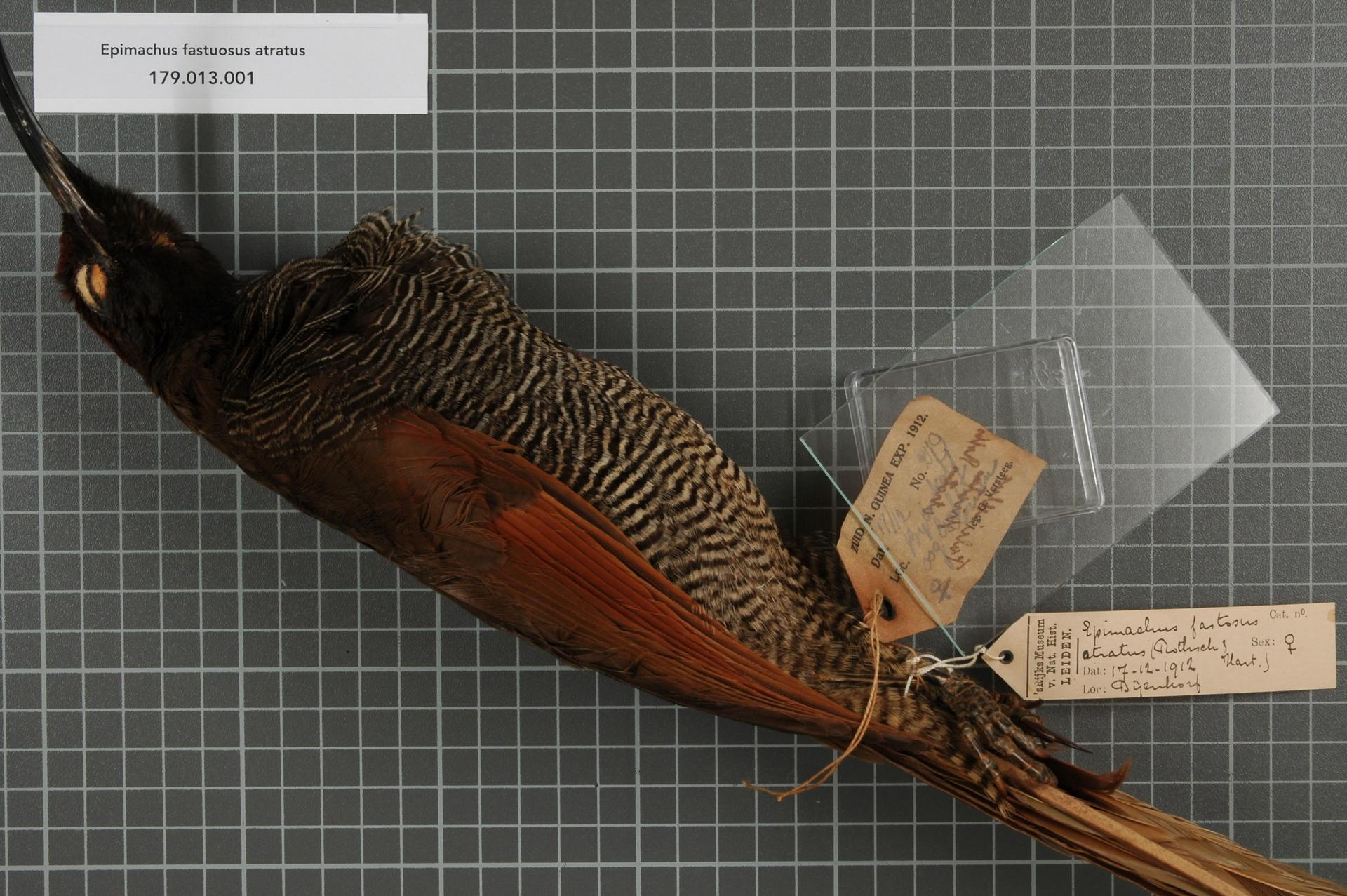
Femmina della sottospecie atratus.

Inizialmente classificato nel genere Promerops e poi in Falcinellus in base a criteri puramente morfologici, in seguito ne è stata appurata la vicinanza filogenetica agli altri uccelli del paradiso, coi quali attualmente è classificato.
Il nome scientifico di questi uccelli deriva dal latino fastuosus, "altezzoso": inizialmente classificata come fastuosus, fu lo stesso Hermann a correggere il nome della specie con una postilla alla propria pubblicazione in cui la descriveva scientificamente.
Se ne riconoscono tre sottospecie:
- Epimachus fastosus fastosus, la sottospecie nominale, diffusa nella penisola di Doberai;
- Epimachus fastosus atratus (Rothschild & Hartert, 1911), diffusa nella Cordigliera Centrale;
- Epimachus fastosus ultimus Diamond, 1969, diffusa nei monti Torricelli e nei monti Bewani;

una quarta sottospecie, Epimachus fastosus stresemanni della zona del Sepik, viene considerata un sinonimo di E. f. atratus.
Ne è nota l'ibridazione con la gazza del paradiso (ibridi descritti come due specie differenti, coi nomi di Epimachus astrapioides Rothschild, 1897 ed Epimachus ellioti Ward, 1873), la paradigalla maggiore (ibrido descritto inizialmente come specie a sé stante col nome di Pseudastrapia lobata Rothschild, 1907) e con la paradisea superba

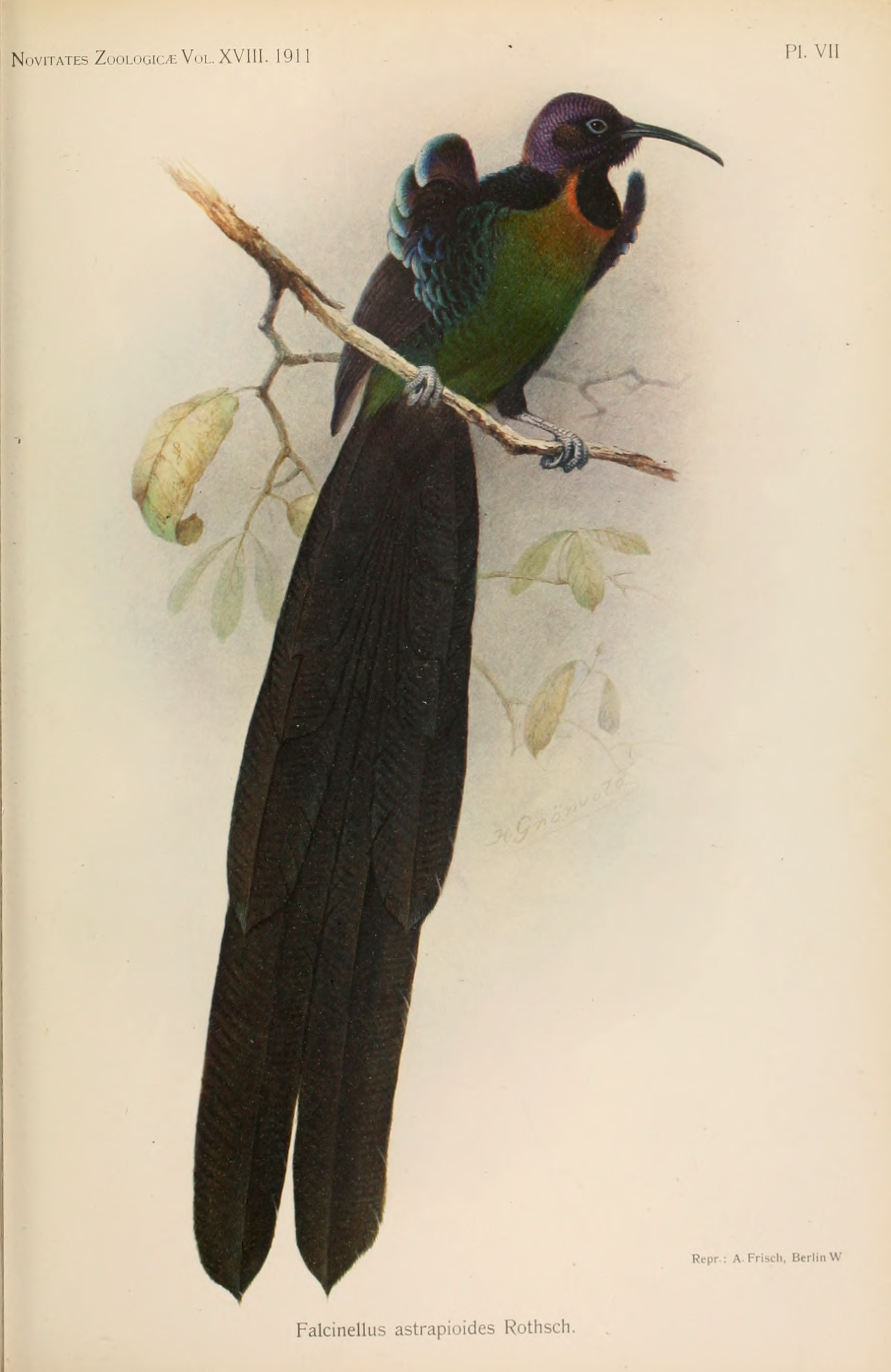
"Epimachus astrapioides"
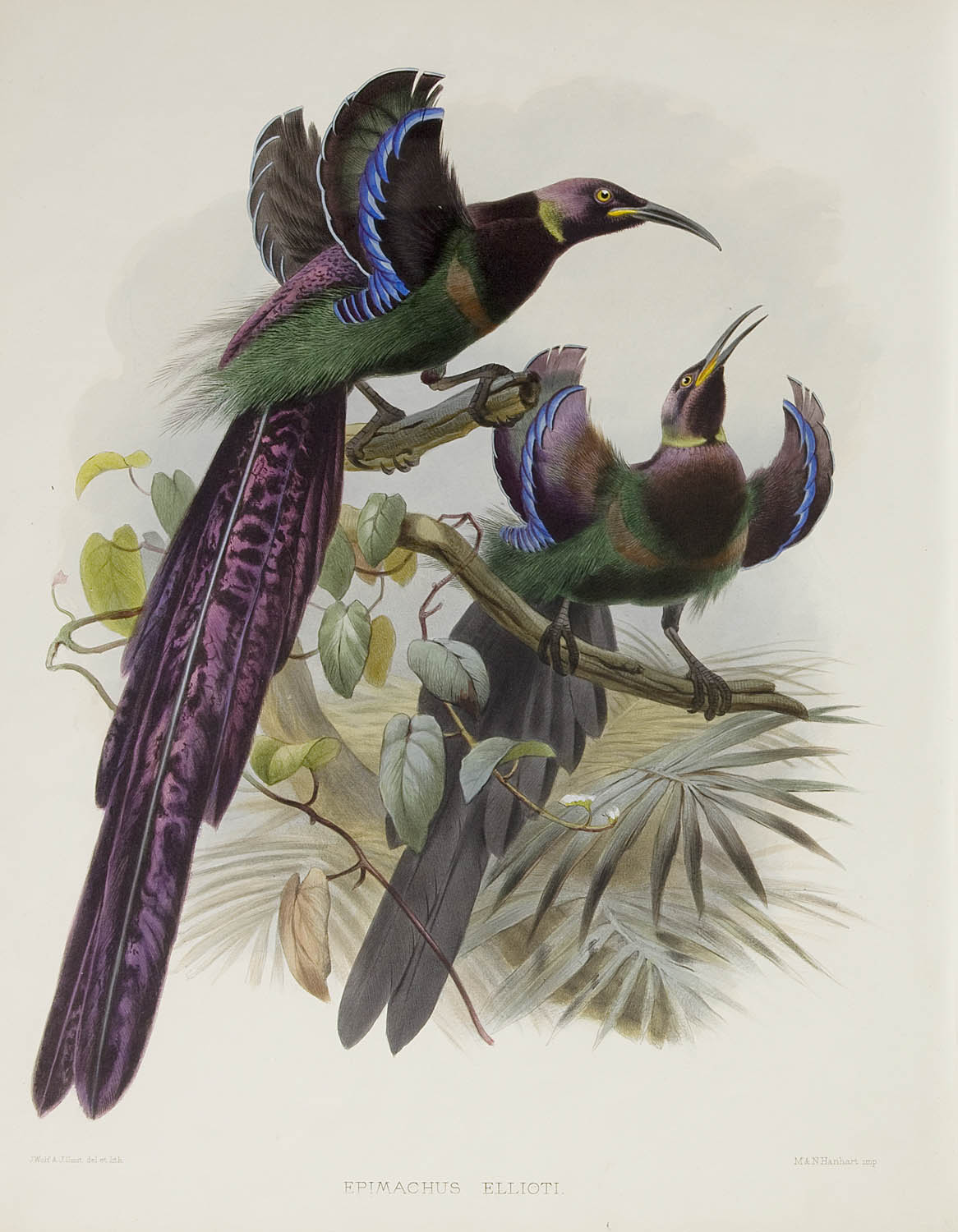
"Epimachus ellioti"
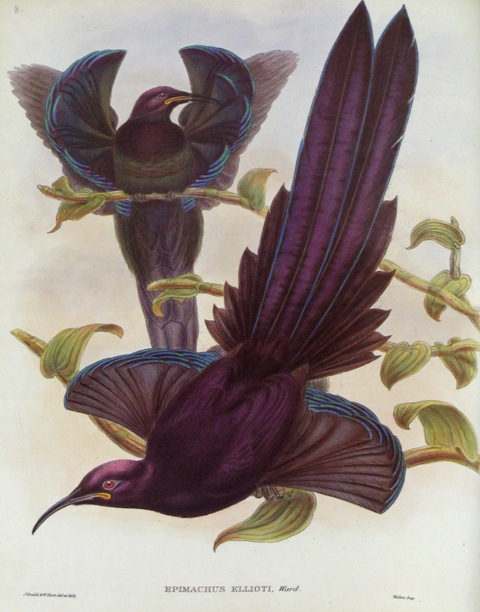
"Epimachus ellioti"